# 新田英人
新田 英人（にった ひでと、6月1日 - ）は、日本の男性声優。東京都出身。ケンユウオフィス所属。

## 略歴
玉川大学文学部教育学科児童教育コース卒業。
東京アナウンスアカデミー卒業。
幼稚園で読み聞かせをしていた時に、子供達のキラキラした顔をしてもらえるのが嬉しかった。その時に「もっと多くの子供達の顔をキラキラさせてみたい！」と思い目指し始めたのが職業としての声優だったという。

## 人物
音質はテノール。
特技は子供と仲良くなる、DIY、百人一首、歌。
趣味は料理、映画鑑賞、マイナーモノマネ開発、カラオケ、合唱、ねこ。

## 出演

### テレビアニメ
2008年
- それいけ!アンパンマン（モオさん）

2009年
- うみものがたり 〜あなたがいてくれたコト〜（観光客）
- かなめも（青果店店主）
- スティッチ! 〜いたずらエイリアンの大冒険〜（2009年 - 2010年、ロックの子分 細、看守）
- チーズスイートホーム あたらしいおうち（引っ越し屋さん2）

2010年
- ストライクウィッチーズ2（水兵B、水兵）
- ちゅーぶら!!（スタッフ）

2011年
- SKET DANCE（2011年 - 2012年、チンピラA、西村）
- デュエル・マスターズ ビクトリー（生瀬）

2012年
- めだかボックス（風紀委員A）

2013年
- 有頂天家族（天狗B）
- AKB0048 next stage（アナウンサー）

2015年
- ふうせんいぬティニー（サルリーマン）

2019年
- RobiHachi（アルメーニ）

2024年
- SHAMAN KING FLOWERS（ナクト・ピトラの息子）

### 劇場アニメ
- 劇場版 TIGER & BUNNY -The Beginning-（2012年、警官A）
- 神秘の法（2012年、レプタリアン）

### OVA
- お金がないっ（2007年1、ボーイA 他）

### Webアニメ
- 無限の住人-IMMORTAL-（2019年、黒子）
- PLUTO（2023年、アドルフの兄）

### ゲーム
- スターオーシャン4 -THE LAST HOPE-（2009年）
- タイムトラベラーズ（2012年）
- ライフ イズ ストレンジ ビフォア ザ ストーム（2018年、スキップ・マシューズ）
- キングダム ハーツIII（2019年、フレッド）
- ファイナルファンタジーVII リメイク（2020年）
- ドラゴンクエストX 天星の英雄たち オンライン（2023年、ディアンジ[4]）
- BLUE PROTOCOL[5]（2023年）

### 吹き替え

#### 映画
- アーミー・オブ・ザ・デッド（マイキー・グーズマン〈ラウル・カスティーヨ〉[6]）
- アイ・アム・ナンバー4
- 愛の行方（ニック）
- ウォール・ストリート
- オフロでGO!!!!! タイムマシンはジェット式
- 顔のないスパイ（ブルータス〈スティーヴン・モイヤー〉）
- グレッグのダメ日記（カーター）
- シニアイヤー（セス）
- シャーロック・ホームズ ※劇場公開版
- スーパーヒーロームービー!! -最'笑'超人列伝-（トレイ〈ケヴィン・ハート〉）
- スカイ・ファイター
- スノーホワイト[7]
- 007 スカイフォール（Qのアシスタント）
- ツーリスト
- バトルシップ
- ピラニア3D（ブレット）
- プリースト
- プロジェクト・アルマナック（クイン・ゴールドバーグ〈サム・ラーナー〉）
- ほぼトワイライト
- マーダー・ミステリー（マハラジャ・ヴィクラム・ゴヴィンダン〈アディール・アクタル（英語版）〉）
- マイ・インターン（ジェイソン〈アダム・ディヴァイン〉）
- ミッション:インポッシブル/ゴースト・プロトコル
- レモネード・マウス
- 恋愛ルーキーズ

#### ドラマ
- iCarly
- アンフォゲッタブル 完全記憶捜査
- ギルモア・ガールズ
- グッドラック・チャーリー（エメット）
- グッド・ワイフ
- クリミナル・マインド FBI行動分析課
- ザ・パシフィック
- しあわせの処方箋
- CSI:ニューヨーク7
- シー・ハルク:ザ・アトーニー（いとこのチェド）
- 主任警部アラン・バンクス
- SUITS/スーツ
- SMASH（ボビー）
- ダークエイジ・ロマン 大聖堂
- デスパレートな妻たち シーズン6、8
- 跳べ!ロックガールズ 〜メダルへの誓い シーズン4
- トンイ
- PERSON of INTEREST 犯罪予知ユニット
- ハリーズ・ロー 裏通り法律事務所
- 犯罪捜査官 アナ・トラヴィス 孤独な叫び
- フォーリング スカイズ（アンソニー〈エムポー・クワホー〉）
- プッシング・デイジー 〜恋するパイメーカー〜
- ブラック・ミラー シーズン4 #1（デイリー〈ジェシー・プレモンス〉）
- 僕の彼女は九尾狐
- メリは外泊中
- ラコニア号 知られざる戦火の奇跡（ジョヴァンニ）
- ラスト・スキャンダル（ソ・ウォンタク）

#### アニメ
- アイアンマン ザ・アドベンチャーズ
- ウェイン&ラニー クリスマスを守れ!
- うさぎのモフィ（モグ）
- ガーフィールド・ショー（ナーマル）
- スーパーヒーロー・パンツマン
- スター・ウォーズ/クローン・ウォーズ（ジャン・デズ）
- ちいさなプリンセス ソフィア（ミニマス）
- ヒックとドラゴン
- プレーンズ2/ファイアー&レスキュー（ブラックアウト）
- 怪奇ゾーン グラビティフォールズ（ロビー 他）
- ベイマックス（フレッド[8]）
- マペット・ベビー（ロルフ）
- ヤング・ジャスティス
- ライオン・ガード（ジャンジャ）
- LEGO スター・ウォーズ エンパイア・ストライクス・アウト（ヴィアーズ将軍）
- レゴ ニンジャゴー（ルー〈コールの父〉）

### ラジオ
※はインターネット配信。
- 感伝ラジオ by日俳連（2017年、音泉※）[9]